# 法国泛航航空
法国泛航航空（Transavia Airlines S.A.S.，运营时使用名称Transavia France，之前的名称为transavia.com France）是一家法国的廉价航空公司，其母公司是法国航空和荷兰泛航航空。该航空公司运营基地在巴黎-奥利机场。其企业形象设计与位于荷兰的姊妹公司泛航航空完全相同。

## 現役機隊
截至2019年11月，法國泛航航空擁有以下客機：
| 機型        | 數量 | 載客量 | 備註                      |
| ----------- | ---- | ------ | ------------------------- |
| 波音737-800 | 39   | 189    | 全經濟客艙 全數配翼尖小翼 |